# Shorea contorta
Shorea contorta är en tvåhjärtbladig växtart som beskrevs av António José Rodrigo Vidal. Shorea contorta ingår i släktet Shorea och familjen Dipterocarpaceae. Inga underarter finns listade i Catalogue of Life.